# Hans Mühlestein
Hans Mühlestein (* 15. März 1887 in Biel; † 25. Mai 1969 in Zürich) war ein Schweizer Kulturhistoriker und Schriftsteller. Er war als Geschichts- und Kunstgeschichtsforscher mit Schwerpunkt Etruskologie, dazu als Übersetzer und Buchautor tätig. Zu seinen bekanntesten Werken zählen der Roman Aurora, die historische Abhandlung Der grosse schweizerische Bauernkrieg 1653 und eine mit dem Kunsthistoriker Georg Schmidt erarbeitete Hodler-Monographie.

## Leben
Hans Mühlestein wurde als Sohn eines Uhrmachers und einer Bauerntochter geboren. Nach dem Besuch des Gymnasiums in Biel lernte er zunächst den Beruf des Primarlehrers in Hofwil und Bern. 1906 veröffentlichte er seinen ersten Gedichtband, der von Joseph Victor Widmann begeistert besprochen und mit dem Preis der Schweizerischen Schillerstiftung ausgezeichnet wurde. Er arbeitete in dieser Zeit auch journalistisch. Im Jahr 1907 begann er an der Universität Zürich ein Studium der Geschichte und Philosophie, das er in Jena, Berlin, Göttingen und Frankfurt am Main fortsetzte. Angesteckt vom Geist der Zeit im Vorfeld des Ersten Weltkrieges und in dessen Anfangszeit plädierte er zunächst für einen deutschen rassistischen Imperialismus, so in Deutschlands Sendung und einem „Deutungsversuch“ zu Ferdinand Hodler.
Nach den Eindrücken des Ersten Weltkrieges entwickelte er sich unter dem Einfluss des Philosophen Leonard Nelson, des Gründers des Internationalen Sozialistischen Kampfbunds, zunehmend zu einem sozialistischen Pazifisten. Mühlestein war Mitglied der „Antikriegsbewegung“ von Leonhard Nelson und war befreundet mit Ferdinand Hodler, Thomas Mann und Romain Rolland. In Göttingen war er 1918/19 während der Novemberrevolution Deputierter von Göttingen im Kongress der Arbeiter- und Soldatenräte in Berlin. 1919 musste Hans Mühlestein vor den Noske-Truppen in die Schweiz fliehen.
Im Jahr 1928 promovierte er in Zürich über etruskische Kunst und veröffentlichte das bei Kritik und Lesern erfolgreiche Sachbuch Die Geburt des Abendlandes.
1929 wurde Hans Mühlestein als Lehrbeauftragter für Vorgeschichte der Kultur der Menschheit an die Universität Frankfurt berufen und vertiefte in dieser Zeit seine wissenschaftlichen Studien über die Etrusker. 1929 veröffentlichte er mit Die Kunst der Etrusker sein erstes grosses Werk über dieses Thema; später folgten Über die Herkunft der Etrusker (1929), die Die verhüllten Götter (1957) und Die Etrusker im Spiegel ihrer Kunst (1969). Im Juli 1932, nachdem Franz von Papen Reichskanzler geworden war, musste Hans Mühlestein zum zweiten Mal in die Schweiz zurückkehren.
Seit 1932 lebte und arbeitete er in Celerina, wo er als Übersetzer, Forscher und Dichter tätig war. Seine Bücher gab er dort teilweise im Selbstverlag heraus. Er übersetzte Werke von Dante Alighieri, Vittoria Colonna, Ilja Ehrenburg, Michelangelo und Shakespeare sowie Gedichte französischer Lyriker.
1933 wurde er für sein Stück Menschen ohne Gott mit dem Welti-Preis ausgezeichnet.
1935 veröffentlichte Hans Mühlestein in der Schweizer Büchergilde Gutenberg Aurora, einen politischen Roman, der einen spektakulären authentischen Madrider Justizfall mit dem gegen die republikanische Regierung gerichteten Aufstand der asturischen Bergarbeiter 1934 verbindet. Titelheldin des Romans ist Aurora Rodríguez, die 1933 ihre 18-jährige Tochter und kommunistische Agitatorin Hildegart Rodríguez – angeblich mit deren Zustimmung – tötete, um der Bewegung zu einer Märtyrerin zu verhelfen. Kritisiert wurde der Roman für die vielfältig verflochtenen Handlungsstränge.
Als Schauspieler trat er in seinen eigenen Stücken als „Stalin“ (Menschen ohne Gott) und „Jürg Jenatsch“ (Der Diktator und der Tod) auf. Daneben entfaltete er eine umfangreiche politische Tätigkeit. So wirkte er mit am Aufbau des Schweizerischen Hilfswerks für deutsche Gelehrte und der Notgemeinschaft deutscher Wissenschaftler im Ausland. 1936 führte er die Solidaritätskampagne für das republikanische Spanien bis zum bundesrätlichen Verbot im August 1936. Wegen dieser Tätigkeit wurde er zu einem Monat Gefängnis verurteilt. 1938 schloss er sich der Kommunistischen Partei der Schweiz an und entfaltete eine rege Vortragstätigkeit in Arbeiterbildungsorganisationen.
Aufmerksamkeit fand seine wissenschaftliche Leistung nach 1945 eher in der DDR und in den kommunistischen Staaten Osteuropas, während er in der Schweiz isoliert blieb. Von seinem schriftstellerischen Werk fand jedoch vor allem seine zweite, mit dem Basler Kunsthistoriker Georg Schmidt erarbeitete Hodler-Biografie auch ausserhalb linker Kreise breite Anerkennung. Mehrheitlich positiv aufgenommen wurde auch die 1942 erschienene umfangreiche Untersuchung zum Schweizer Bauernkrieg.
Hans Mühlestein starb 1969 in Zürich im Alter von 82 Jahren.

## Werke (Auswahl)

### Literarische Werke
- Ein Buch Gedichte, Bern 1906.
- Die Eidgenossen. Ein Rückzug aus der Weltgeschichte. Drama in einem Akt. Georg Müller, München 1914.
- Kosmische Liebe. Gedichte. Georg Müller, München / Leipzig 1913.
- Der Diktator und der Tod. Die Tragödie Jürg Jenatschs. Bühnendichtung in 4 Akten. Selbstverlag, Celerina 1933.
- Menschen ohne Gott. Drama in drei Akten. Oprecht, Zürich 1934.
- Aurora. Das Antlitz der kommenden Dinge. Roman aus dem Westen. Büchergilde Gutenberg, Zürich 1935.

### Übertragungen
- Ausgewählte Sonette der Vittoria Colonna. Italienische Originale samt deutschten Umdichtungen von Hans Mühlestein. Quos Ego Verlag, Celerina 1951. (3. Auflage) (1. Auflage: München 1913, 2. Auflage: Basel 1935)
- Ausgewählte Dichtungen des Michelangelo Buonarroti. Italienische Originale samt deutschen Umdichtungen von Hans Mühlestein. Quos Ego Verlag, Celerina 1950.
- Dante Alighieri: Rime Petrose / Steinerne Gedichte übertragen und eingeleitet von Hans Mühlestein. Original-Holzschnitte von Otto Müller. Verlag Adolf Hürlimann, Zürich 1968. (Manuskript: 1951)
- Dante. Fragmente aus der göttlichen Komödie von Dante. Quos Ego Verlag, Celerina 1950. Digitalisat auf academia.edu
- Shakespeare. Vierzig Sonette. Des Dichters eigenes Drama. Deutsche Nachdichtungen von Hans Mühlestein. Fretz & Wasmuth Verlag AG, Zürich 1952.

### Wissenschaftliche und politische Werke
- Deutschlands Sendung. Ein neuer mitteleuropäischer Völkerbund. Gustav Kiepenheuer, Weimar 1914.
- Ferdinand Hodler. Ein Deutungsversuch. Gustav Kiepenheuer, Weimar 1914.
- Europäische Reformation. Philosophische Betrachtungen über den moralischen Ursprung der politischen Krisis Europas. Der Neue Geist-Verlag, Leipzig 1918.
- Russland und die Psychomachie Europas. Versuch über den Zusammenhang der religiösen und der politischen Weltkrise. Beck, München 1925.
- Die Geburt des Abendlandes. Ein Beitrag zum Sinnwandel der Geschichte. Orell Füssli, Zürich 1928.
- Die Kunst der Etrusker. Die Ursprünge. Frankfurter Verlags-Anstalt, Berlin 1929.
- Über die Herkunft der Etrusker. Frankfurter Verlags-Anstalt, Berlin 1929.
- Der grosse schweizerische Bauernkrieg 1653. Selbstverlag, Celerina 1942; Unionsverlag, Zürich 1977, ISBN 3-293-00003-7.
- (mit Georg Schmidt) Ferdinand Hodler 1853–1918. Sein Leben und sein Werk. Rentsch, Erlenbach 1942; Unionsverlag, Zürich 1983, ISBN 3-293-00020-7.
- Geist und Politik. Romain Rollands politische Sendung. Gedächtnisrede. Kultur und Volk, Zürich 1945.
- Die verhüllten Götter. Neue Genesis der italienischen Renaissance. Desch, München 1957; Andres, Biel 1981, ISBN 3-85518-012-1.
- Die Etrusker im Spiegel ihrer Kunst. Deutscher Verlag der Wissenschaften, Berlin 1969.